# Promachus yerburiensis
Promachus yerburiensis är en tvåvingeart som beskrevs av Ricardo 1920. Promachus yerburiensis ingår i släktet Promachus och familjen rovflugor. Inga underarter finns listade i Catalogue of Life.